# Nacho Monreal
Ignacio Monreal Eraso, född 26 februari 1986 i Pamplona, är en spansk före detta fotbollsspelare som spelade som vänsterback. "Nacho" är hans smeknamn.

## Klubbkarriär
Den 31 januari 2013 skrev Monreal på för Arsenal. 
Den 31 augusti 2019 värvades Monreal av Real Sociedad.
Den 16 augusti 2022 meddelande Monreal att han avslutar sin fotbollskarriär.

## Landslagskarriär
I U21-EM 2009 representerade han Spanien. Som senior deltog han i FIFA Confederations Cup 2013 och VM i fotboll 2018.